# Orodromeus
Orodromeus ist eine Gattung der Dinosaurier und ein ursprünglicher Vertreter der Ornithopoden. Es handelte sich um einen kleinen, zweibeinig laufenden Pflanzenfresser. Bisher sind Fossilien von zahlreichen Individuen bekannt – darunter sind Überreste von erwachsenen Tieren sowie von Jungtieren verschiedener Altersstufen. Die Fossilien stammen insbesondere aus der Two-Medicine-Formation aus Montana (USA); die Gattung konnte jedoch auch in Alberta (Kanada) nachgewiesen werden. Orodromeus lebte während der Oberkreide (mittleres bis spätes Campanium).
Diese Gattung wurde mit der einzigen Art, Orodromeus makelai, 1988 von den Paläontologen Jack Horner und David Weishampel erstbeschrieben. Der Name Orodromeus (gr. oros – „Berg“, gr. dromeus – „Läufer“) bedeutet so viel wie „Berg-Läufer“. Dieser Name soll zum einen auf die Fundstelle des Holotyp-Exemplars hinweisen, dem „Egg Mountain“, und zum anderen auf den amerikanischen Bundesstaat Montana.

## Merkmale
Orodromeus erreichte eine Länge von ca. 2,5 Metern. Die Zahnkronen waren schildartig breit und dreieckig geformt. Auf jeder Seite des Oberkiefers saßen je 10 bis 13 Zähne, abhängig vom Alter des Individuums. Im Zwischenkieferbein (Prämaxillare), einem Knochen vor dem Oberkiefer, saßen jeweils weitere fünf Zähen auf jeder Seite, wie bei einigen verwandten Gattungen.
Das Restskelett zeichnete sich wie bei den verwandten Gattungen Zephyrosaurus und Oryctodromeus durch eine Knochenspitze am Schulterblatt aus; ein Merkmal, was von einigen Forschern als mögliche Anpassung an eine grabende Lebensweise gedeutet wird. Drei Schädelmerkmale, wie das überhöhte Postorbitale, lassen auf eine enge Verwandtschaft von Orodromeus und Zephyrosaurus schließen.

## Systematik
Traditionell wird Orodromeus der Familie Hypsilophodontidae zugeschrieben. Neuere Forschungen zeigen jedoch, dass die Hypsilophodontidae paraphyletisch, also keine natürliche Gruppe waren. Folglich gilt Orodromeus als ursprünglicher Vertreter der Ornithopoda.
Die meisten Analysen geben an, dass Orodromeus am nächsten mit Zephyrosaurus verwandt war. In die nähere Verwandtschaft beider Gattungen wird außerdem Oryctodromeus gestellt.

## Paläobiologie

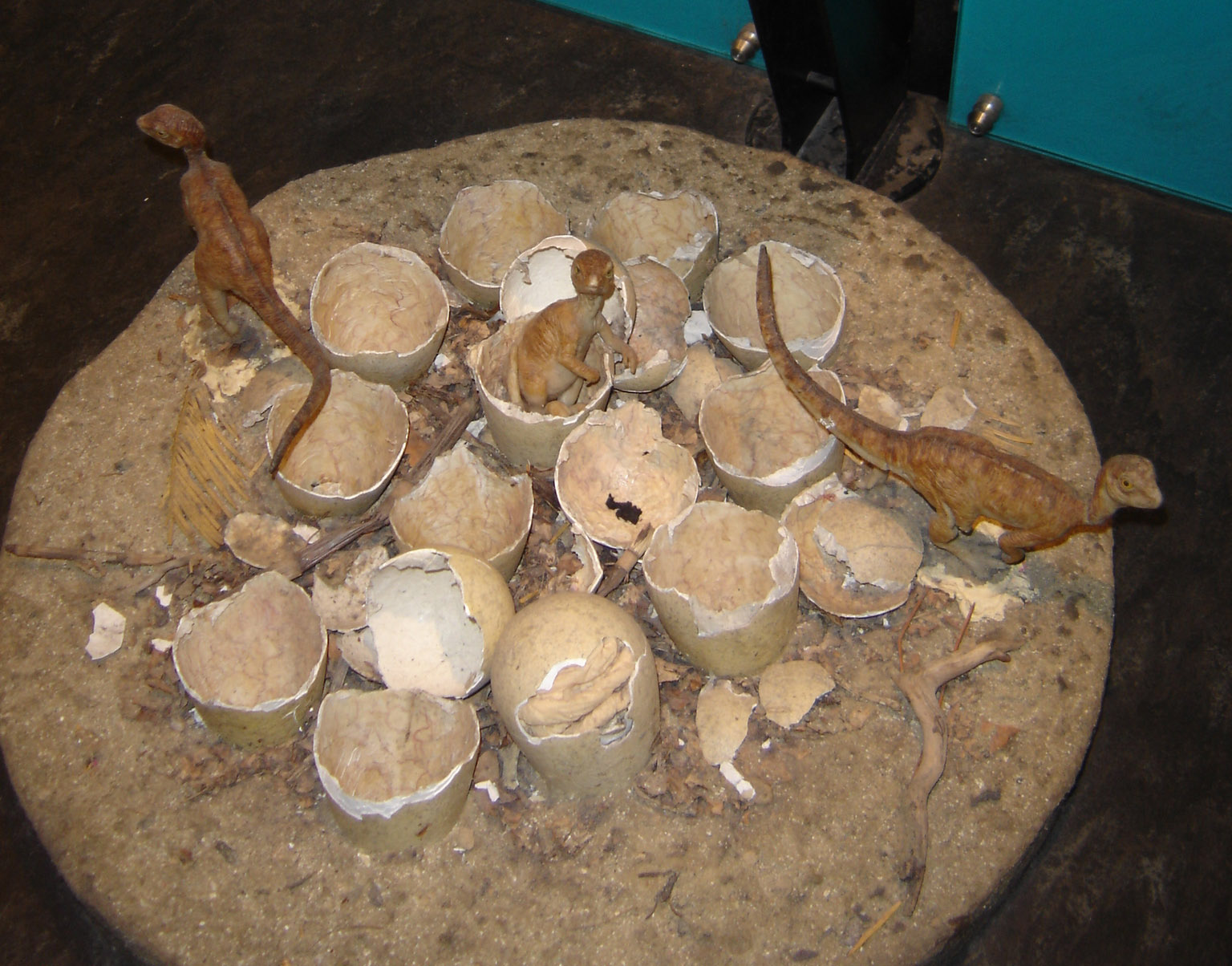
Nest und frisch geschlüpfte Jungtiere von Orodromeus (Rekonstruktion)

Es wird spekuliert, dass diese Gattung Erdhöhlen bewohnt haben könnte, wie es bei seinem Verwandten Oryctodromeus nachgewiesen wurde. Zwar wurden keine Bauten in Assoziation mit den Orodromeus-Knochen gefunden; einige anatomische Besonderheiten, die sich auch bei Oryctodromeus und Zephyrosaurus finden, könnten jedoch als Anpassung an das Graben interpretiert werden. Zudem wurden die Knochen bei mindestens zwei Exemplaren eng beisammen gefunden, obwohl sie in normalen Situationen weiter verstreut liegen müssten, was zeigt, dass sie innerhalb eines Baues erhalten geblieben sein könnten.
Knochenhistologische Untersuchungen an den Langknochen verschiedener Orodromeus-Exemplare erlauben Rückschlüsse auf Wachstumsraten, Wachstumsmuster und Alter dieser Tiere. So verlief das Wachstum dieses kleinen Dinosauriers relativ langsam, verglichen mit anderen Dinosauriern. Zwar wuchsen die Tiere schneller als heutige Krokodile, aber langsamer als heutige Vögel. Das Wachstum war unmittelbar nach dem Schlüpfen am größten, ließ jedoch noch in der Jugendphase sehr stark nach – schneller als bei den größeren Verwandten Tenontosaurus und Dryosaurus. Nach dem Erreichen des Erwachsenenalters war das Wachstum fast vollständig abgeschlossen. Vermutliche Wachstumsringe der Knochen lassen darauf schließen, dass Orodromeus mit 4 bis 6 Jahren vollständig ausgewachsen war.
Jack Horner entdeckte im „Egg Mountain“ der Two-Medicine-Formation fossile Eier und Nester in der Nähe von den Überresten frisch geschlüpfter Orodromeus. Folglich beschrieb Horner die Eier und Nester Orodromeus zu. Eine spätere Analyse untersuchte jedoch embryonale Überreste im Inneren der Eier und kam zu dem Ergebnis, dass die Eier und Nester tatsächlich zu Troodon gehörten, einem kleinen Theropoden.